# Djideo Abdoulaye
Djideo Abdoulaye (* 8. April 1988) ist ein tschadischer ehemaliger Fußballspieler. In der Qualifikation zur Weltmeisterschaft 2010 bestritt er zwei Länderspiele. Sein erstes WM-Qualifikationsspiel ereignete sich am 14. Juni 2008 im Spiel gegen die Nationalmannschaft der Republik Kongo, gegen die er auch in Rückspiel eingesetzt wurde. Insgesamt stand Abdoulaye 109 Minuten auf dem Platz und wurde einmal ein- und einmal ausgewechselt.